# Бал міста Відень

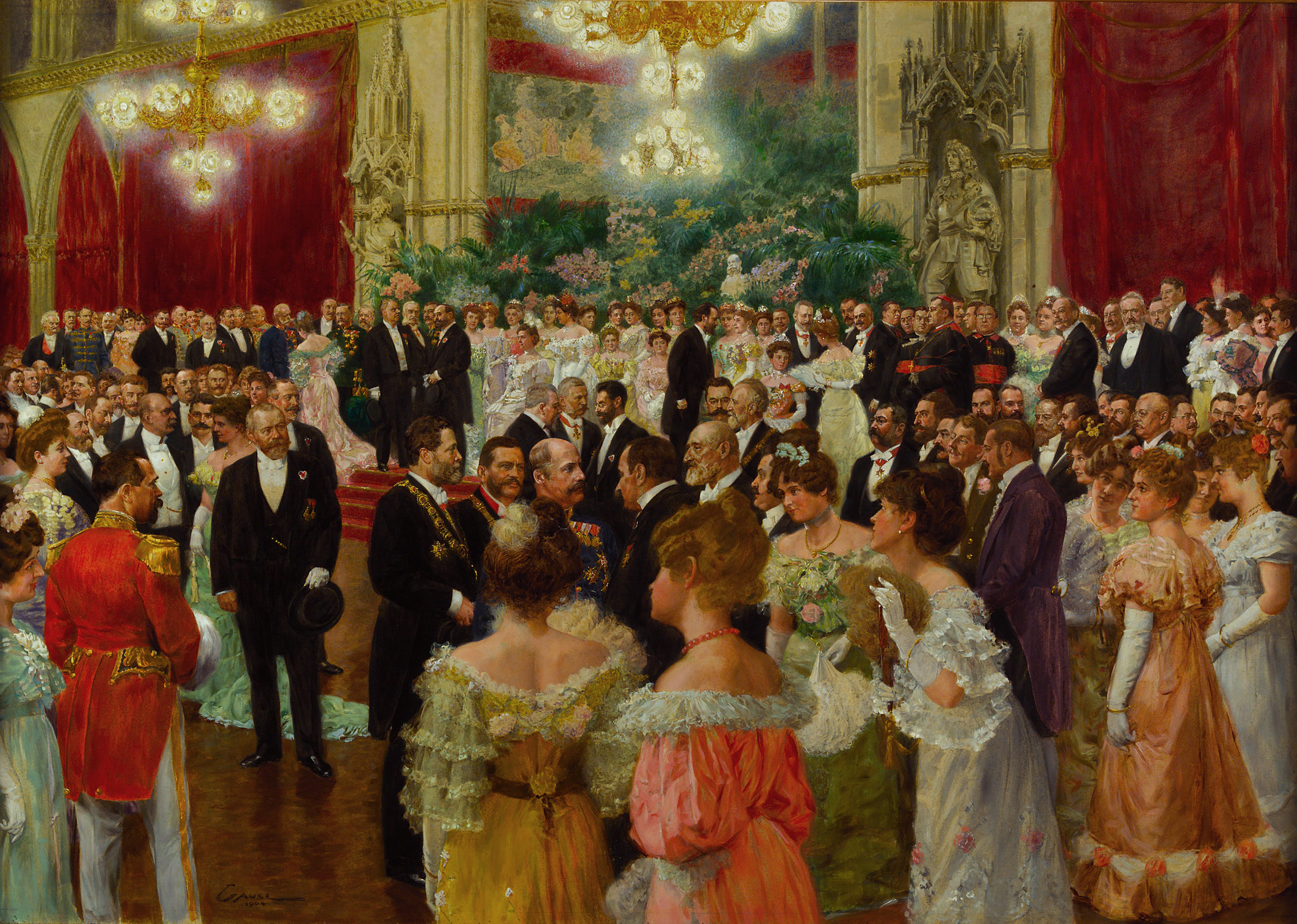
Бал міста Відень за участі бургомістра Карла Люгера, ерцгерцога Леопольда Сальватора. 1904. Худ. Вільгельм Ґаузе

Бал міста Відень (нім. Ball der Stadt Wien) — третій за значенням бал після Придворного балу, Двірського балу, що проходив у Відні за часів правління цісаря Франца Йосифа І (1848–1916).
Бал проходив у Віденській ратуші і був задуманий як аналог перших двох балів за участі почесних міщан, підприємців міста, які не мали доступу до балів шляхетних товариств. У балі брали участь представники дому Габсбургів, високопосадовці. Перший бал пройшов 1 лютого 1890, для чого Йоганн Штраус написав Ратушний бальний танець (нім. Rathaus-Ball-Tänze (op. 438)), а Карл Міхаель Цірер — вальс Віденських міщан (нім. Wiener Bürger (op. 419)). Бал високо цінували у всіх прошарках суспільства Відня. Популярними серед дам були пожертвування, присвячені певним тогочасним чи історичним подіям — відкриттю нової лінії водогону Відня, річниці битви під Асперном, ювілеїв Шиллера, Франца Йосифа І.
Після розпаду Австро-Угорської імперії бал почав занепадати і відновлений мерією 1936 року. Нині в приміщенні ратуші впродовж року проходять Бал Конкордія незалежної спілки журналістів та письменників Австрії (Presseclub Concordia) та декілька менш значних.